# Nhà thờ San Pablo (Zaragoza)

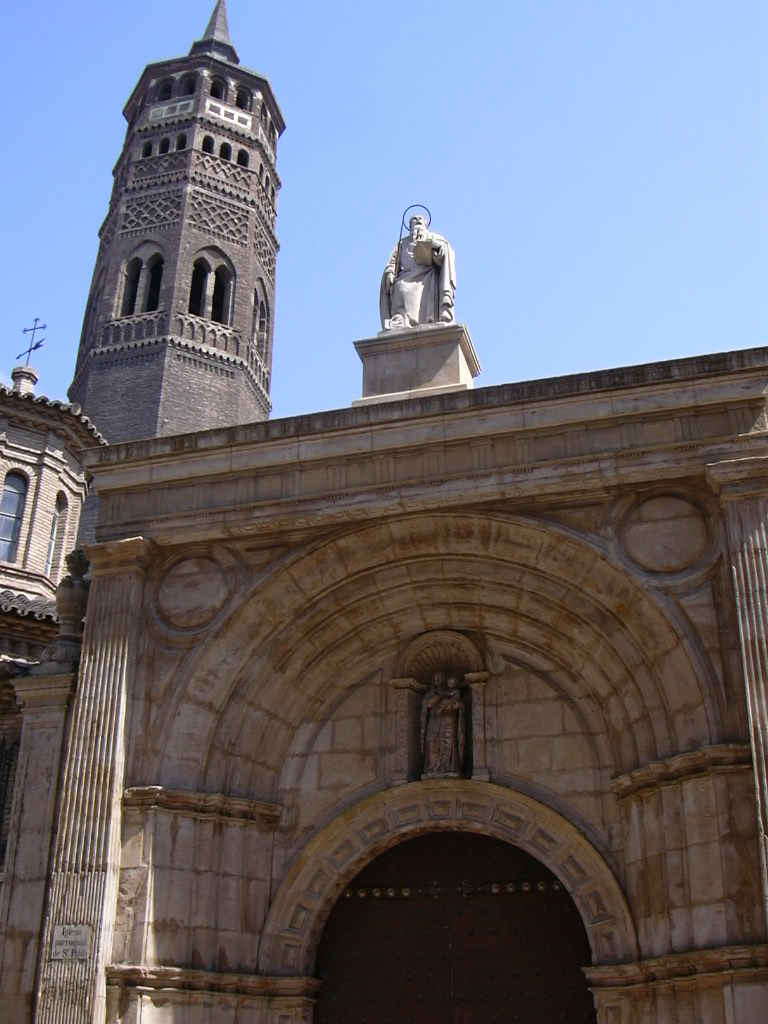
Nhà thờ San Pablo.

San Pablo là một nhà thờ ở Zaragoza, Tây Ban Nha. Nhà thờ có nguồn gốc với kiến trúc Gothic-Mudéjar vào khoảng thế kỷ đầu thế kỷ 13, 14, sau đó được nới rộng và tu sửa nhiều lần.

## Bảo tồn
Năm 1931, nhà thờ được công nhận là Các di tích quốc gia Tây Ban Nha. Năm 2001, nhà thờ được gộp trong di sản thế giới kiến trúc mudejar ở Aragon.